# Zwierzęta wymarłe na wolności
Zwierzęta wymarłe na wolności – gatunki zwierząt uznane przez Międzynarodową Unię Ochrony Przyrody i Jej Zasobów za wymarłe w stanie dzikim (extinct in the wild), czyli niewystępujące już w stanie dzikim w całym obszarze swego naturalnego występowania. Pojedyncze osobniki lub grupy osobników takiego gatunku żyją jeszcze w niewoli, zwykle w ogrodach zoologicznych.
Sortowanie alfabetyczne przyciskami w nagłówkach kolumn
| Nazwa systematyczna          | Nazwa zwyczajowa                             | Rodzina        | Gromada         | Gromada |
| ---------------------------- | -------------------------------------------- | -------------- | --------------- | ------- |
| Acipenser dabryanus          | jesiotr Jangcy, jesiotr Dabry'ego            | jesiotrowate   | promieniopłetwe |         |
| Allotoca goslinei            |                                              | żyworódkowate  | promieniopłetwe |         |
| Anaxyrus baxteri             |                                              | ropuchowate    | płazy           |         |
| Aylacostoma chloroticum      |                                              | Thiaridae      | ślimaki         |         |
| Aylacostoma guaraniticum     |                                              | Thiaridae      | ślimaki         |         |
| Aylacostoma stigmaticum      |                                              | Thiaridae      | ślimaki         |         |
| Corvus hawaiiensis           | wrona ogorzała, kruk ogorzały                | krukowate      | ptaki           |         |
| Cryptoblepharus egeriae      |                                              | scynkowate     | zauropsydy      |         |
| Cyanopsitta spixii           | ara modra                                    | papugowate     | ptaki           |         |
| Cyprinodon alvarezi          | karpieniec Alvareza                          | karpieńcowate  | promieniopłetwe |         |
| Cyprinodon longidorsalis     |                                              | karpieńcowate  | promieniopłetwe |         |
| Cyprinodon veronicae         |                                              | karpieńcowate  | promieniopłetwe |         |
| Elaphurus davidianus         | milu chiński, milu, jeleń milu, jeleń Davida | jeleniowate    | ssaki           |         |
| Lepidodactylus listeri       |                                              | gekonowate     | zauropsydy      |         |
| Leptogryllus deceptor        |                                              | świerszczowate | owady           |         |
| Mitu mitu                    | czubacz garbonosy                            | czubacze       | ptaki           |         |
| Nectophrynoides asperginis   |                                              | ropuchowate    | płazy           |         |
| Notropis amecae              |                                              | karpiowate     | promieniopłetwe |         |
| Oncorhynchus kawamurae       |                                              | łososiowate    | promieniopłetwe |         |
| Partula garrettii            |                                              | Partulidae     | ślimaki         |         |
| Partula hebe                 |                                              | Partulidae     | ślimaki         |         |
| Partula mirabilis            |                                              | Partulidae     | ślimaki         |         |
| Partula mooreana             |                                              | Partulidae     | ślimaki         |         |
| Partula navigatoria          |                                              | Partulidae     | ślimaki         |         |
| Partula nodosa               |                                              | Partulidae     | ślimaki         |         |
| Partula rosea                |                                              | Partulidae     | ślimaki         |         |
| Partula suturalis            |                                              | Partulidae     | ślimaki         |         |
| Partula tohiveana            |                                              | Partulidae     | ślimaki         |         |
| Partula varia                |                                              | Partulidae     | ślimaki         |         |
| Skiffia francesae            |                                              | żyworódkowate  | promieniopłetwe |         |
| Stenodus leucichthys         | białorybica                                  | łososiowate    | promieniopłetwe |         |
| Thermosphaeroma thermophilum |                                              | Sphaeromatidae | pancerzowce     |         |
| Todiramphus cinnamominus     | łowczyk cynamonowy                           | zimorodkowate  | ptaki           |         |
| Xiphophorus couchianus       |                                              | piękniczkowate | promieniopłetwe |         |
| Xiphophorus meyeri           | zmienniak Meyera                             | piękniczkowate | promieniopłetwe |         |
| Zenaida graysoni             | gołębiak kasztanowaty                        | gołębiowate    | ptaki           |         |